# Синьял-Оточево
Синья́л-О́точево (чув. Çĕньял Очăкасси) — деревня в Моргаушском районе Чувашской Республики. Входит в состав Сятракасинского сельского поселения.

## География
Находится в северо-западной части Чувашии, на расстоянии приблизительно 6 км на юг-юго-восток по прямой от районного центра села Моргауши.

## История
Известна с 1795 года, когда здесь было 9 дворов. В XVIII веке выселок села Богоявленское или Оточево (ныне Оточево). В 1858 году учтено было 99 жителей. В 1906 году отмечен 31 двор и 161 житель, в 1926 — 37 дворов и 204 жителя, в 1939 — 196 жителей, в 1979 — 168. В 2002 году был 41 двор, в 2010 — 36 домохозяйств. В 1930 году был образован колхоз «Новая сила», в 2010 действовало КФХ «Николаев».

## Население
Постоянное население составляло 125 человек (чуваши 98 %) в 2002 году, 113 — в 2010.